# Buccinastrum deforme
Buccinastrum deforme (King, 1832) es un molusco gastrópodo marino, perteneciente a la familia Buccinanopsidae.

## Distribución
Se distribuye desde el Cabo Santa María en Uruguay, hasta el sur de la provincia de Santa Cruz en Argentina.

## Descripción
La conchilla es de tamaño mediano, que oscila entre los 45 mm hasta los 70 mm máximo y de forma globosa. La protoconcha presenta de 2 a 2,5 verticilos convexos y globosos, siendo el último muy globoso, lisa o con algunas líneas espirales escasas y débiles. La sutura está bien definida, la abertura es grande y ovalada y la columela es en aspecto curva. El opérculo es grande y suboval.
El sistema digestivo es similar al del resto de las especies del género, aunque presenta algunas exclusividades. La rádula presenta un diente raquídeo con 6 a 12 cúspides, de base raquídea fuertemente curvada, dientes laterales cuya cúspide exterior tiene forma de gancho y la cúspide interior es más grande que algunas intermedias, entre otras características destacables.

## Hábitat
Habita costas arenosas y lodosas. Comúnmente se encuentra desde el intermareal (espacio limitado entre la marea baja y la alta) hasta el submareal (por debajo de la marea alta, siempre cubierto de agua) en, profundidades de hasta los 10 metros.

## Uso comercial
Conforma una de las especies de gasterópodos marinos de mayor desembarco comercial en Argentina. En el caso de la provincia de Río Negro, la captura puede alcanzar inclusive las 3 a 16 toneladas anuales. Es consumido tanto a nivel local como en grandes centros urbanos.

## Reproducción
Su reproducción presenta un desarrollo intracapsular directo y sin estadios larvarios libres, lo cual genera que la capacidad de dispersión de los individuos sea limitada.